# Кресел
Кресел (фр. Creissels) је насељено место у Француској у региону Миди Пирене, у департману Аверон.
По подацима из 2011. године у општини је живело 1506 становника, а густина насељености је износила 53,42 становника/km².

## Демографија
| 1962. | 1968. | 1975. | 1982. | 1990. | 2011. |
| ----- | ----- | ----- | ----- | ----- | ----- |
| 837   | 936   | 1.291 | 1.326 | 1.401 | 1.506 |